# De Literatuurbespeler

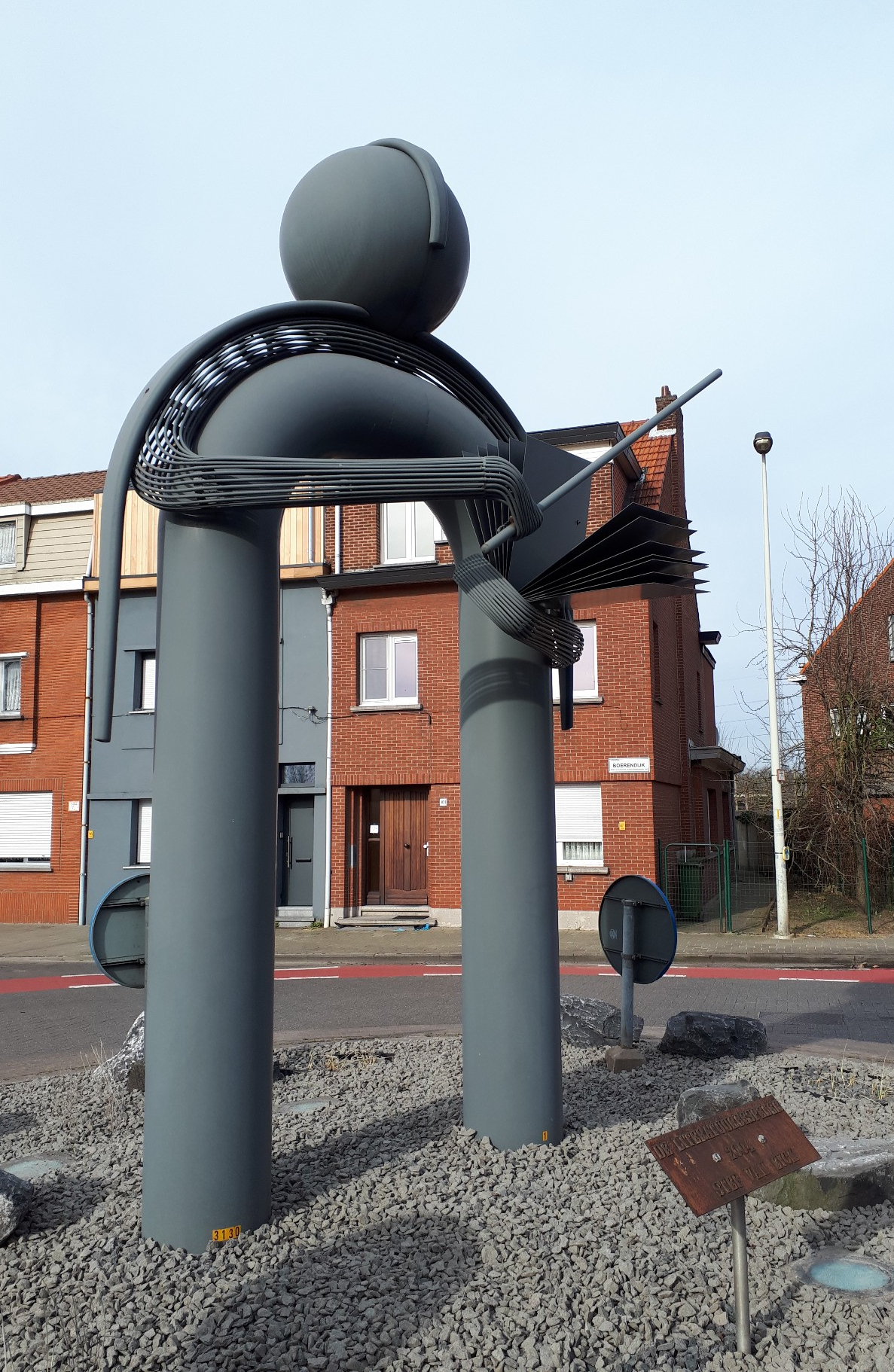
De Literatuurbespeler

De De Literatuurbespeler is een beeld van recyclagekunstenaar Stef Van Eyck op de rotonde Driehoekstraat, Boerendijk en Jaak van Haesendonckstraat in het Antwerpse district Ekeren. 
Stef Van Eyck werd hiermee laureaat voor de wedstrijd “Beeld in de stad” van Ekeren.